# Vetenskapsåret 1942

## Händelser

### Astronomi
- 27 februari - James Stanley Hey från brittiska armén blir först att upptäcka radiovågor från Solen, vilket hjälper till med pionjärarbetet inom radioastronomi.[1]

### Fysik
- 2 december - Den första självuppehållande nukleära kedjereaktionen skapas av Enrico Fermi.

## Pristagare
- Brinellmedaljen: Gustaf Bring
- Copleymedaljen: Robert Robinson
- Darwinmedaljen: David Meredith Seares Watson
- Davymedaljen: Cyril Hinshelwood
- Ingenjörsvetenskapsakademien utdelar Stora guldmedaljen till Hugo Hammar
- Nobelpriset: Inga priser utdelades. [2]
- Wollastonmedaljen: Reginald Aldworth Daly [3]

## Födda
- 8 januari - Stephen Hawking, brittisk fysiker och författare till A Brief History of Time.

## Avlidna
- 10 mars – William Bragg, brittisk fysiker och kemist, nobelpristagare.
- 17 april – Jean Baptiste Perrin, fransk fysiker, nobelpristagare.
- 3 augusti – Richard Willstätter, tysk kemist, nobelpristagare.

### Fotnoter
1. ↑  Hey, J. S. (1975). The Radio Universe (2nd). Oxford: Pergamon Press. ISBN 0-08-018760-9
2. ↑  ”Nobelpriset”. http://nobelprize.org/nobel_prizes/lists/all/index.html. Läst 10 april 2011.
3. ↑  ”Geological Society”. Arkiverad från originalet den 5 juni 2011. https://web.archive.org/web/20110605102217/http://www.geolsoc.org.uk/gsl/society/history/page750.html. Läst 14 april 2011.